# Монтекатини Вал ди Чечина
Монтекатини Вал ди Чечина (на италиански: Montecatini Val di Cecina, в най-близък превод Монтекатини във Валдичечина) е град и община в Италия, в региона Тоскана, провинция Пиза, в географския район Валдичечина. Населението му е около 1900 души (2008).